# Federazione calcistica della Corea del Nord
La Federazione calcistica nordcoreana (조선 민주주의 인민 공화국 축구 협회?, 朝鲜民主主义人民共和国 蹴 球 协会?, Chosŏn Minjujuŭi Inmin Konghwaguk Ch'ukgu HyǒphoeLR; in inglese DPR Korea Football Association, acronimo: KFA) è l'organo di governo del calcio nella Corea del Nord.
Fondata nel 1945, la federazione ha ottenuto l'affiliazione alla Asian Football Confederation nel 1954, alla FIFA nel 1958 ed è uno dei membri fondatori della East Asian Football Federation nata nel 2002.
La federazione organizza il campionato di calcio locale e gestisce le rappresentative nazionali.